# Hapalochlaena
Hapalochlaena G.C. Robson, 1929 è un genere di molluschi cefalopodi della famiglia degli Octopodidi, noti con il nome di polpi dagli anelli blu (in inglese "blue-ringed octopus"), diffusi nelle pozze di marea lungo le coste dell'Indo-Pacifico, dal Giappone all'Australia.
Malgrado le loro piccole dimensioni, come quelle di una pallina da golf, e la natura relativamente tranquilla, sono famosi per essere tra le creature più velenose del mondo.

## Biologia
I polpi dagli anelli blu fanno uso dei propri cromatofori per mimetizzarsi con l'ambiente circostante, ma se provocati cambiano rapidamente colore, divenendo giallo brillante e facendo risaltare gli anelli, o le linee, blu.

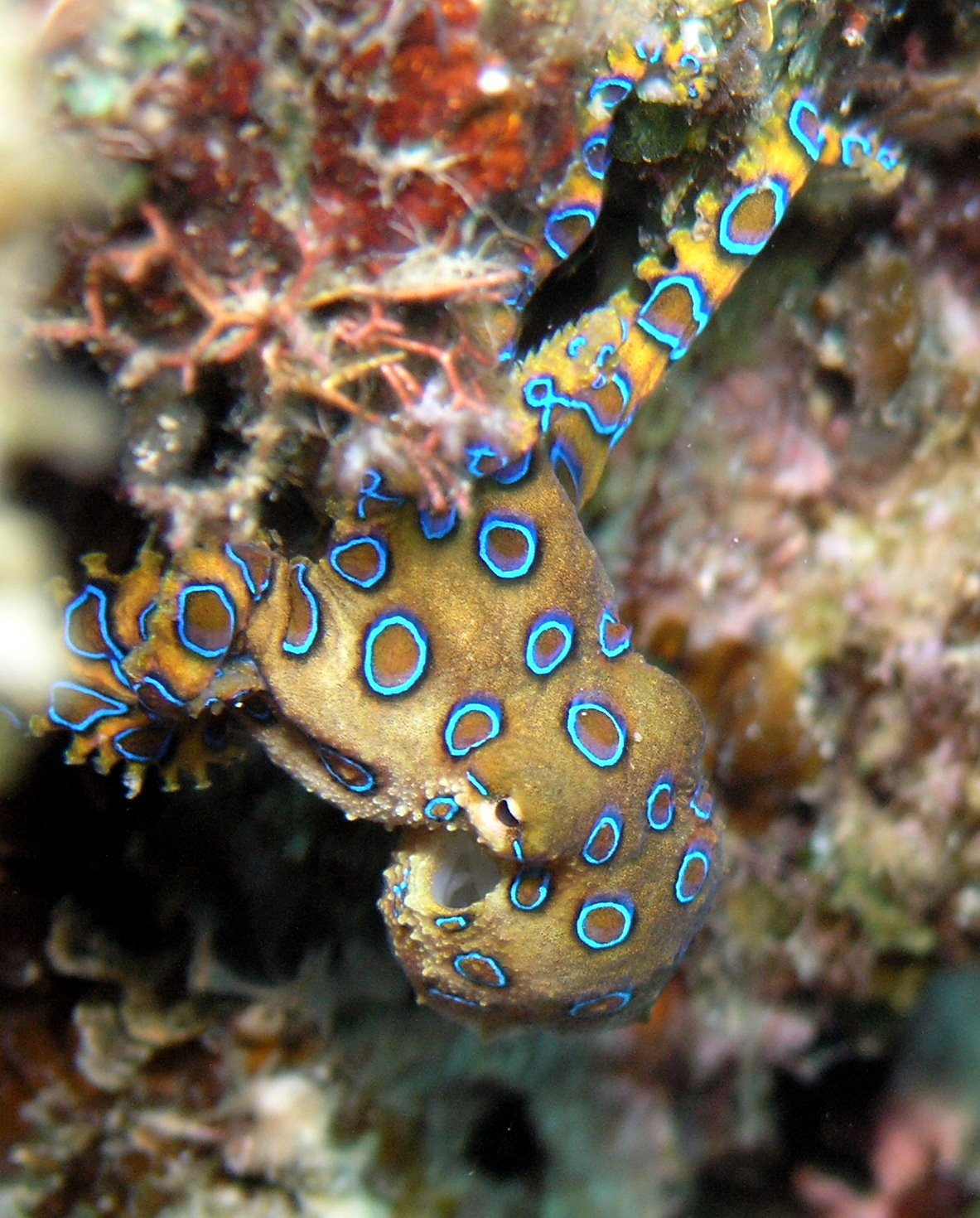
Hapalochlaena lunulata

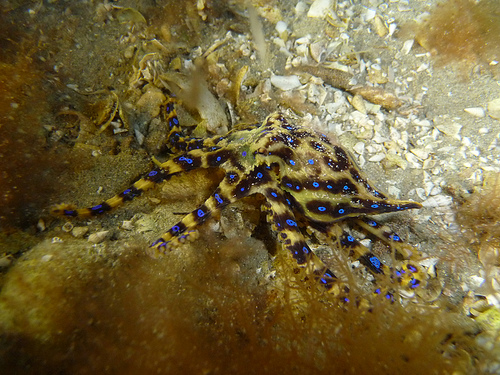
Hapalochlaena maculosa

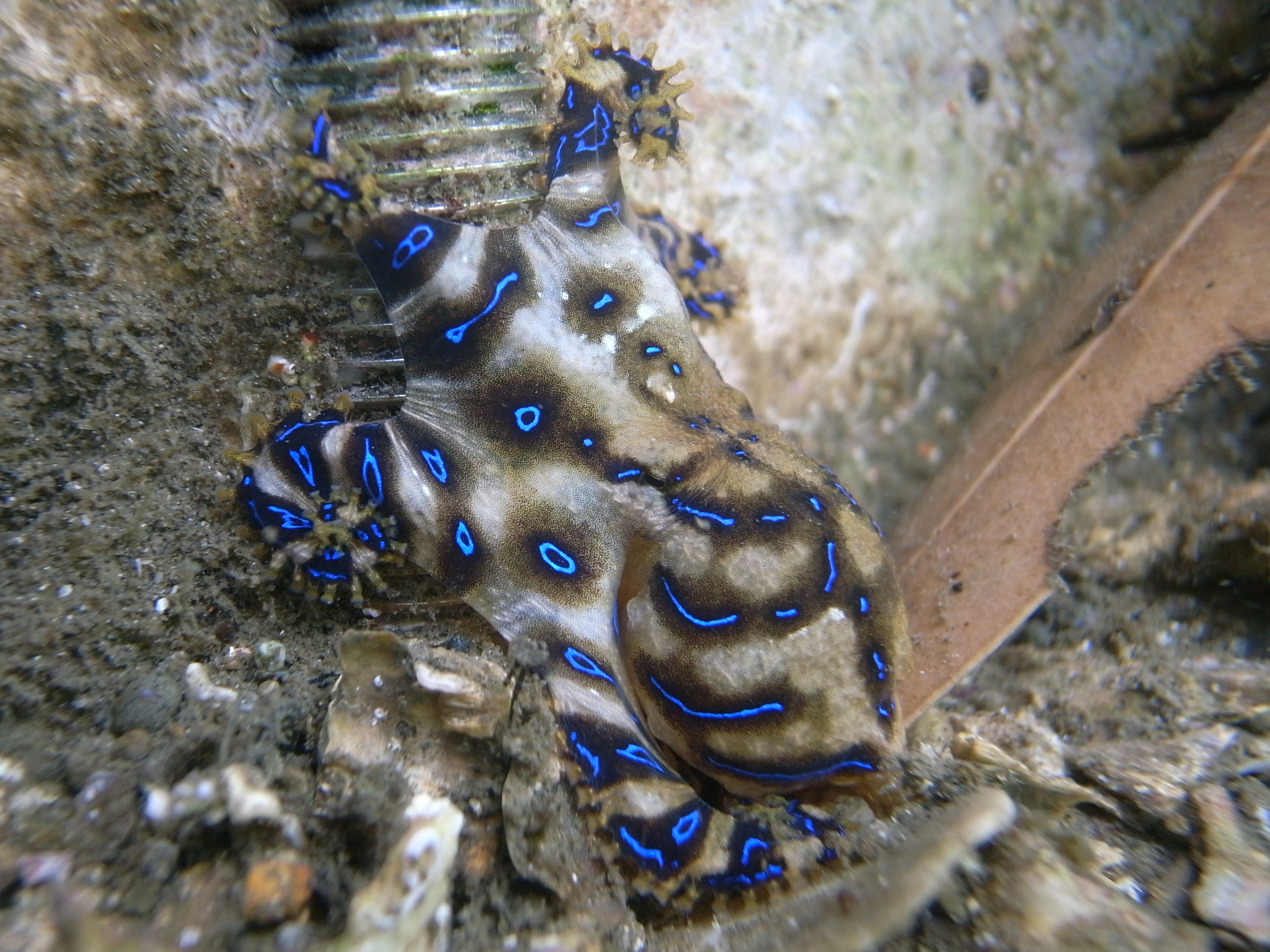
Hapalochlaena fasciata

### Alimentazione
Cacciano piccoli granchi, paguri, gamberetti e occasionalmente piccoli pesci, se sono in grado di catturarli. Mordono la preda, paralizzandola col veleno e facendola a pezzi col becco. Successivamente succhiano la carne dall'esoscheletro.

### Veleno
I polpi dagli anelli blu, sebbene lunghi solo da 12 a 20 cm, colpiscono anche gli uomini, soprattutto se tentano di afferrarli. Il becco a pappagallo del polpo punge facilmente la pelle e il muscolo sottostante. Il morso è relativamente indolore, ma il veleno che inietta è 100 volte più tossico del cianuro a causa della presenza della tetrodotossina: reagisce rapidamente, colpisce e paralizza i muscoli della vittima, provocando la perdita immediata del gusto, della sensibilità e della vista. Se non si interviene si rischiano paralisi e arresto respiratorio. Un solo morso può uccidere un adulto in 90 minuti; non si conoscono antidoti, ma il massaggio cardiaco e la respirazione artificiale riescono a spostare le tossine nell'organismo e impediscono danni a lungo termine. In tutto il XX secolo si contano, però, solo tre vittime riconosciute.

## Distribuzione e habitat
Le specie del genere Hapalochlaena, diffuse dal Giappone all'Australia meridionale, sono divise geograficamente e difficilmente si possono incontrare.
Hapalochlaena nierstraszi è diffusa nell'oceano Indiano (golfo di Bengala); H. lunulata vive nelle acque tropicali dell'Oceano Pacifico occidentale, dall'Indonesia alla Grande barriera corallina australiana; le altre specie si trovano in acque subtropicali, al di sotto della Grande barriera corallina: H. fasciata si rinviene nelle coste orientali dell'Australia, mentre H. maculosa si trova lungo le coste meridionali.
Tutte e quattro le specie abitano principalmente nelle pozze di marea, ma la specie tropicale (H. lunulata) predilige le pozze delle barriere coralline, mentre le due specie subtropicali (H. fasciata e H. maculosa) prediligono i crepacci e le fessure delle scogliere rocciose che caratterizzano quella sezione della costa australiana (godono inoltre della vicinanza alle abbondanti foreste di Posidonia).

## Tassonomia
Il genere comprende le seguenti specie:
- Hapalochlaena fasciata (Hoyle, 1886) - polpo dalle linee blu
- Hapalochlaena lunulata (Quoy & Gaimard, 1832) - polpo dagli anelli blu maggiore o settentrionale
- Hapalochlaena maculosa (Hoyle, 1883) - polpo dagli anelli blu australe o meridionale
- Hapalochlaena nierstraszi (Adam, 1938) -